# Grupo Imagem
O Grupo Imagem foi uma empresa de televendas brasileira. Tornou-se conhecida por ser pioneira no formato da venda direta por telefone, sistema que começou a ser bastante utilizado durante a década de 1990. A extensiva exposição em emissoras como Rede Bandeirantes e Manchete fizeram os infomerciais se tornarem clássicos da televisão brasileira.
A empresa era especializada em trazer produtos importados ao Brasil. Também eram trazidos do exterior os comerciais, que eram dublados em português. Produtos como as facas Ginsu, as meias-calças Vivarina, os travesseiros Contour Pillow e os óculos de sol Ambervision tornaram-se célebres com as exibições na televisão. Outra característica da empresa era o 1406, número de telemarketing dos Correios usado para o público ligar e pedir pelos produtos.

## História
A empresa apareceu pela primeira vez em 1991, no intervalo do programa Jô Soares Onze e Meia, do SBT. Na época, o Grupo Imagem conseguiu um espaço de dois minutos para vender o produto Multicabide.
Em 1994, a empresa conseguiu ocupar um espaço de uma hora e meia na Rede Bandeirantes, na faixa da madrugada. O Grupo Imagem não revelava números sobre faturamento, mas em 1995 a companhia recebia de 1.700 a 2.100 ligações por dia. Nesse mesmo ano, a empresa contava com 40 pontos de venda em São Paulo, com uma equipe de 140 atendentes que se revezavam no atendimento diário.
O método da empresa era vender produtos que mostrassem um funcionamento eficaz. As facas Ginsu cortavam diversos tipos de produtos e tinham uma garantia de 52 anos. Já as meias Vivarina sempre eram mostradas como um produto que nunca desfiava. Outra tática de vendas era mostrar que o consumidor poderia pedir o dinheiro de volta caso se arrependesse da compra em até sete dias. A empresa também chegou a vender uma coleção de fitas cassetes contendo os livros completos de Paulo Coelho.
Em 1995, um consumidor disse ao Jornal do Brasil que as tais facas são "papo para boi dormir" e que não conseguiam cortar um coco.
A empresa permaneceu ativa até os primeiros anos da década de 2000, quando o foco passou a ser produtos de emagrecimento, como o suco Celebrity Juice Fast e os comprimidos Fybersan Plus. Entre 2001 e 2003, a companhia foi alvo de 99 processos no Procon de São Paulo.
Os últimos registros das atividades do Grupo Imagem são do ano de 2004, quando a empresa tinha espaço na grade de programação da CNT. Na época, a companhia enfrentava reclamações de consumidores por causa da demora na entrega dos produtos.

## Grupo Imagem na cultura popular
- Os produtos vendidos pelo Grupo Imagem são citados na canção "1406", dos Mamonas Assassinas, como os óculos Ambervision e as facas Ginsu.[12]
- Os anúncios que prometiam resolver todos os problemas do consumidor também eram satirizados pelo humorístico Casseta & Planeta, da Rede Globo, com a fictícia empresa Organizações Tabajara.[3]
- Referências das facas Ginsu e dos óculos Ambervision aparecem na abertura da novela Verão 90, exibida em 2019 na Globo.[3]